# Utashinai
Utashinai (歌志内市?, Utashinai-shi) è una città del Giappone situata a Sorachi, sottoprefettura di Hokkaidō.

## Geografia fisica
Utashinai è situata in Hokkaidō a sud-ovest di Asahikawa e a nord-est di Sapporo. All'inizio del XX secolo Utashinai aveva una popolazione di 7.000 abitanti ed è conosciuta come "città del carbone". Questo portò ad una rapida crescita demografica, in modo che durante il periodo Meiji-40 (1907-1916) e nel corso del periodo Taisho nella città vivevano più di 20.000 persone. Dal '60 la popolazione incominciò a diminuire fino ad arrivare, dopo la chiusura della miniera di Sorachi nel 1995, a 5.000 abitanti con una tendenza ad un'ulteriore diminuzione.

## Storia
- 1890 Apertura della miniera di carbone di Sorachi.
- 1897 Il villaggio di Utashinai si scinde da Nae (attuale Sunagawa).
- 1900 Il villaggio di Ashibetsu si scinde da Utashinai.
- 1922 Il villaggio di Akabira si scinde da Utashinai.
- 1940 Utashinai diventa un paese.
- 1949 Parte della città si scinde nel paese di Kamisunagawa.
- 1º luglio 1958 Utashinai diventa una città.
- 1971 Chiusura della miniera di Utashinai.
- marzo 1995 Chiusura della miniera di Sorachi.